# 스트롭코우구

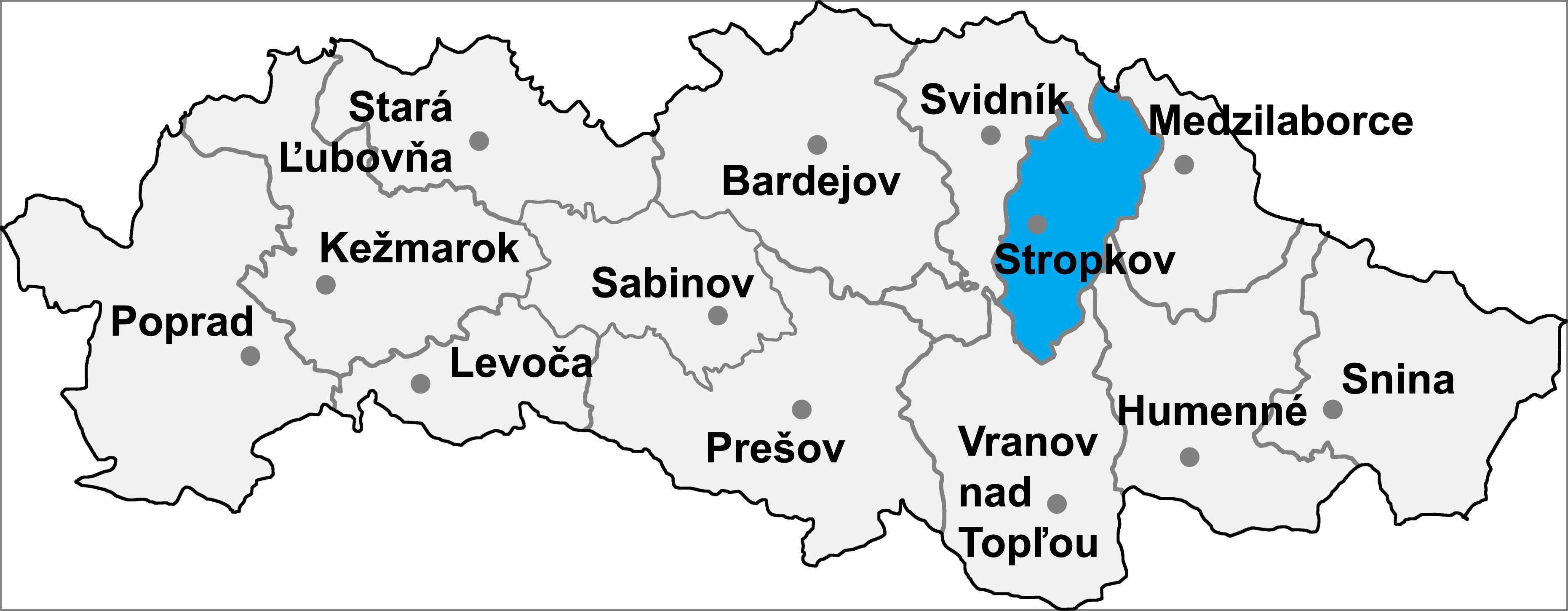
스트롭코우구의 위치

스트롭코우구(슬로바키아어: Okres Stropkov)는 슬로바키아 프레쇼우주를 구성하는 13개 구 가운데 하나로 행정 중심지는 스트롭코우이며 면적은 388.98km2, 인구는 20,744명(2014년 기준), 인구 밀도는 53.33명/km2이다.
프레쇼우주 북동부에 위치하며 43개 지방 자치체(1개 시, 42개 마을)를 관할한다. 북쪽으로는 폴란드와 국경을 접하며 서쪽으로는 스비드니크구, 남쪽으로는 브라노우나트토플료우구, 남동쪽으로는 후멘네구, 동쪽으로는 메질라보르체구와 접한다.